# 반능동 레이더 유도
반능동 레이더 유도(semi-active radar homing)는 미사일 유도 방식의 하나이다. 세미 액티브 유도, 반능동 레이더 유도 또는 영어 약자로 SARH라고도 부른다.
SA 미사일이라 부르는 경우도 있다.

## 같이 보기
- 능동 레이더 유도(ARH)
- 관성 항법 유도(INS)
- GPS 유도
- 지령유도
- 적외선 유도